# Sevenair
Sevenair, (mã IATA = UG, mã ICAO = SEN) tên cũ là Tuninter (tiếng Ả Rập: الخطوط الدولية) là hãng hàng không của Tunisia, trụ sở tại Tunis. Căn cứ của hãng ở Sân bay quốc tế Tunis-Carthage.

## Lịch sử
Hãng được thành lập ngày 1.8.1991 dưới tên "Tuninter", do Tunisair làm chủ và bắt đầu hoạt động từ tháng 3/1992 với các tuyến đường quốc nội. Từ năm 2000, hãng được phép mở các tuyến đường quốc tế. Ngày 7.7.2007 hãng đổi tên thành "Senenair".

## Các nơi đến

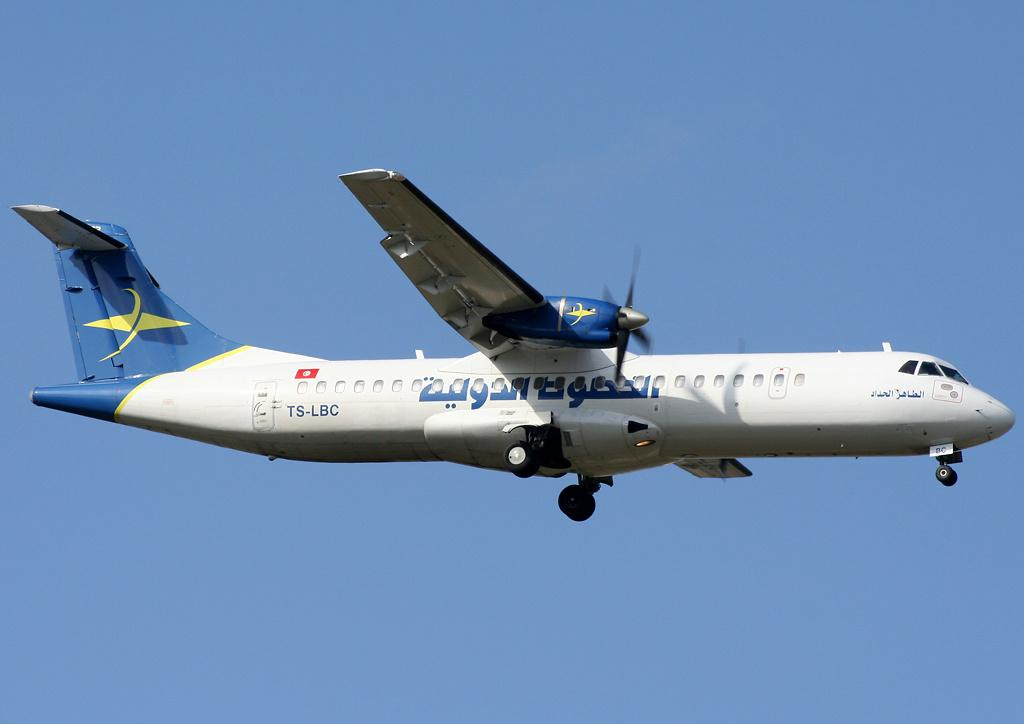
Máy bay của Tuninter cũ

(Tháng 5/2007):
- Ý
  - Palermo
  - Catania
- Libya
  - Tripoli
- Malta
  - Malta
- Tunisia
  - Djerba
  - Gafsa
  - Monastir
  - Sfax
  - Tabarka
  - Tozeur
  - Tunis base

## Tai nạn
Ngày 6.8.2005, một máy bay ATR-72 của Tuninter chở khách thuê bao từ Bari (Ý) tới Djerba (Tunisia) đã phải đáp khẩn cấp xuống biển, cách bờ biển Sicili 18 dặm. Trên máy bay có 35 hành khách người Ý và 4 nhân viên phi hành. 14 hành khách bị tử thương và 3 bị mất tích.
Có thể nghe diễn tiến 5 phút cuối cùng được ghi lại trong hộp đen của máy bay ở http://www.liveleak.com/view?i=7911667eca

## Đội máy bay
(Tháng 6/2008:
- 1 ATR 42-300
- 1 ATR 72-202
- 1 ATR 72-500
- 1 Bombardier CRJ-900
- 1 Beechcraft 1900